# Simon Todorski

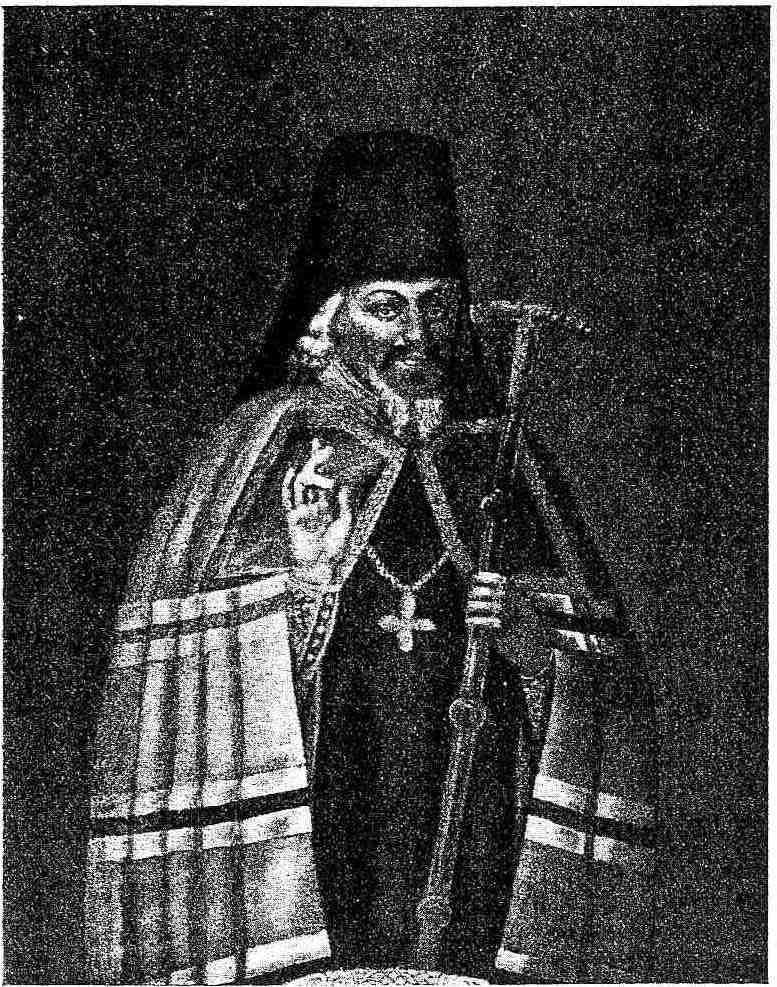
Simon, Erzbischof von Pskow und Narva

Simon oder Simeon Todorski (russisch Симон Тодорский; bürgerlicher Name Симеон Фёдорович Теодо́рский/Simeon Fjodorowitsch Teodorski, * 1. Oktober 1701 in Solotonoscha, Zarentum Russlands; † 22. Februar 1754 in Pskow, Kaiserreich Russland) war ein jüdischstämmiger Theologe, Philosoph, Philologe und Übersetzer sowie Erzbischof der russisch-orthodoxen Kirche, der breite Bekanntheit als Lehrer und Berater in Glaubensfragen der Kaiserin Katharina II. erlangte.

## Leben

### Student des Theologischen Seminars in Kiew
Simon Todorski war der Sohn eines Kosaken; sein Vater oder Großvater war vom Judentum zum orthodoxen Christentum konvertiert. Ab 1718 studierte Todorski am Theologischen Seminar in Kiew und lernte dabei auch Latein; 1727 brach er seine Studien jedoch ohne Abschluss ab und zog nach Sankt Petersburg. Von dort aus reiste er ins Baltikum und auf dem Seeweg via Lübeck weiter nach Preußen, um an der Universität Halle Theologie zu studieren. Er wollte dort vor allem Hebräisch, Griechisch und orientalische Sprachen erlernen. Todorski brachte einen Empfehlungsbrief von Albert A. Viehrorth mit, der als evangelischer Pastor und Hauslehrer in Livland tätig war. Viehrorth hatte einerseits gute Kontakte zum russischen Erzbischof Theophan Prokopowitsch, andererseits gehörte er zum internationalen Netzwerk von August Hermann Francke in Halle. Dank dieser Empfehlung erhielt der mittellose Todorski ein Stipendium des Hallischen Waisenhauses, das ihm ein Studium ermöglichte.

### Student in Halle

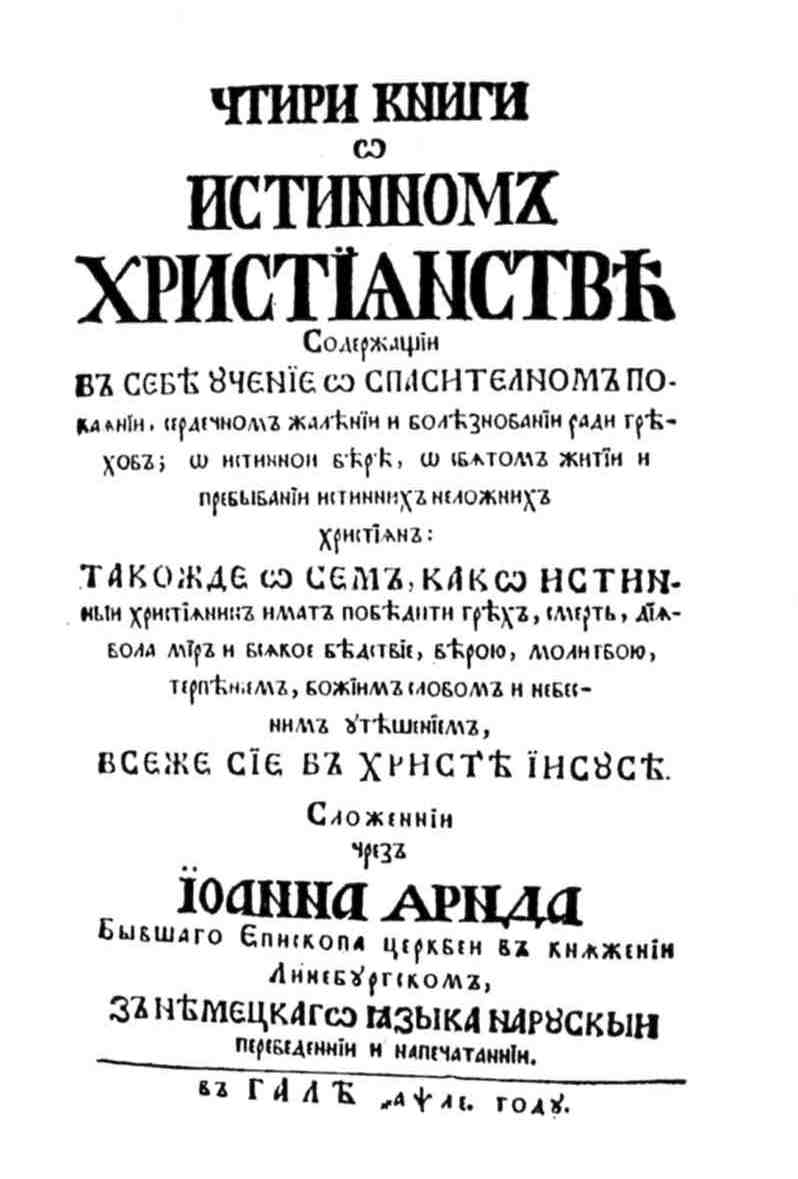
Todorskis Übersetzung des Wahren Christentums (Halle 1735)

Todorski immatrikulierte sich als Simeon Todorski Russus. Obwohl er kaum Deutsch konnte, begann er direkt mit dem Erlernen des Hebräischen und brachte sich Deutsch nebenher selbst bei, vor allem durch Lektüre der Lutherbibel. Parallel studierte er den Tanach und beherrschte nach vier Jahren das Hebräische so gut, dass er selbst Unterricht erteilte. Nach dem Erlernen der griechischen Sprache machte er sich nicht nur mit dem Neuen Testament im Urtext vertraut, sondern verglich auch die Septuaginta mit dem hebräischen Text des Alten Testaments. Anschließend lernte er Arabisch, las den Koran im Original und schrieb dazu einen Kommentar.
Parallel zu seinen Sprachstudien studierte Todorski auch (lutherische) Theologie. Er nahm an den wöchentlichen deutschsprachigen Erbauungsstunden teil (Hallischer Pietismus) und leitete auch selbst solche Versammlungen in russischer wie in polnischer Sprache. Er war wahrscheinlich Seelsorger der russischen Soldaten, die zu der in Halle stationierten preußischen Garnison gehörten. Während seines fast sechsjährigen Aufenthalts in Halle übersetzte er pietistische Literatur ins Russische; besonders seine Übersetzung von Johann Arndts Vier Büchern vom Wahren Christentum ins Kirchenslawische wurde in Russland viel rezipiert.

### Dozent für Hebräisch, Griechisch und Deutsch in Kiew
Am 8. Juli 1735 verließ Todorski Halle mit einem Wagen voller Bücher. Die Rückreise nach Kiew dauerte drei Jahre, während der er unter anderem Unterricht an verschiedenen Jesuitenschulen nahm. Seine aus Halle mitgebrachten Zeugnisse qualifizierten ihn dazu, am Theologischen Seminar zu Kiew ab 1738 neuartige Kurse für Hebräisch, Griechisch und Deutsch zu leiten, wobei Hebräisch und Griechisch mit einem Studium der biblischen Urtexte nach der in Halle üblichen Methode verbunden war. 1739 ließ er sich als Mönch einkleiden.

### Kirchliche Karriere

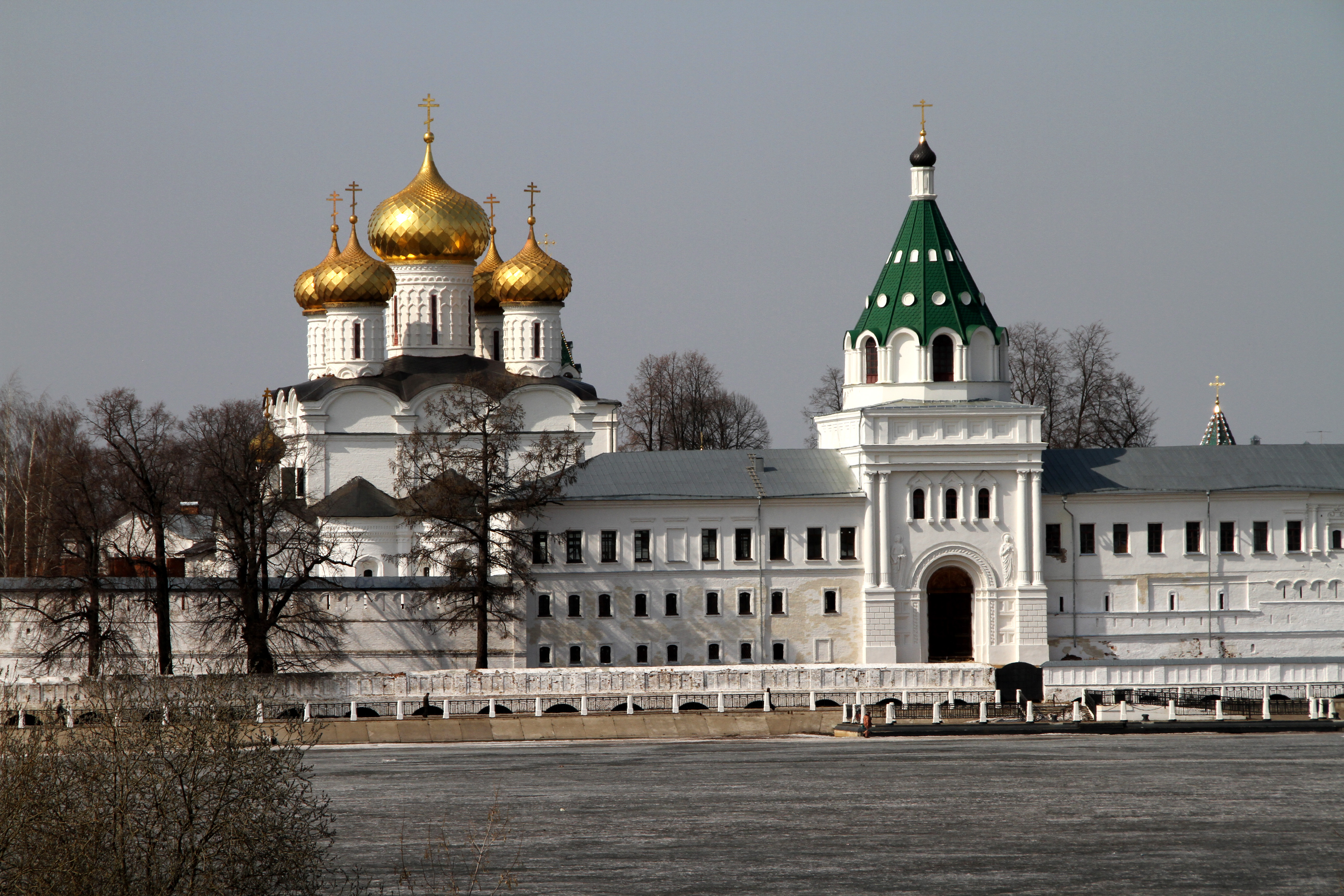
Ipatios-Kloster

1742 wurde Todorski als Religionslehrer des aus Deutschland stammenden Thronfolgers (Peter III.) und seiner Braut, Prinzessin Sofia Frederike Auguste von Anhalt-Zerbst, der späteren Kaiserin Katharina II., nach Sankt Petersburg berufen. Damit begann Todorskis steile kirchliche Karriere. 1743 wurde er in den Heiligsten Regierenden Synod berufen und zugleich Archimandrit des Ipatios-Klosters bei Kostroma. Ab 1745 war er Bischof von Kostroma und Pskow. Als Beichtvater begleitete er die Konversion Sofias zur russisch-orthodoxen Kirche (1744). Ihrem wegen der bevorstehenden Konversion besorgten Vater schrieb Sofia: „Zwischen der lutherischen und der griechischen [d. h. russisch-orthodoxen] Religion gibt es fast keine Unterschiede.“ Am 20. März 1748 wurde Simon Todorski Erzbischof von Pskow und Narva und hatte dieses Amt bis zu seinem Tode inne.
Allerdings konnte Todorski nicht verhindern, dass Arndts Wahres Christentum am 9. September 1743 durch kaiserlichen Erlass als häresieverdächtiges Werk verboten wurde und musste fortan fürchten, als dessen Übersetzer ins Russische enttarnt zu werden. Nach Halle schrieb er, dass er zahlreiche Feinde hätte und sich deshalb „sehr geheim und stille betragen müße“.